# أنخيل قايدو
أنخيل قايدو (بالإسبانية: Ángel Guido)‏ هو مهندس ومهندس معماري أرجنتيني، ولد في 1896 في روساريو في الأرجنتين، وتوفي بنفس المكان في 29 مايو 1960.